# Jędras
Jędras (709 m) – jeden z wierzchołków na Pogórzu Spiskim. Znajduje się w grzbiecie, który od Frankowskiej Góry (858 m) odchodzi w północnym kierunku do doliny Dunajca. Grzbiet ten oddziela dolinę Kacwinianki od doliny Starowińskiego Potoku i kolejno z południa na północ znajdują się w nim: Serwoniec (787 m), Majowa Góra (741 m), Jędras i Polana Sosny (630 m).
Jędras wznosi się po wschodniej stronie miejscowości Niedzica, na terenie Polski, przy granicy słowacko-polskiej. Jest zalesiony, ale znajdują się na nim polany. Z jego stoków do Niedziczanki spływa Szubieniczny Potok.